# ولیکا وربنیکا
ولیکا وربنیکا (به لاتین: Velika Vrbnica}} یک منطقهٔ مسکونی در صربستان است که در الکساندراواک واقع شده‌است.

## خصوصیات
ولیکا وربنیکا ۴۷۰ نفر جمعیت دارد.